# Piesarthrius brevicornis
Piesarthrius brevicornis là một loài bọ cánh cứng trong họ Cerambycidae.